# Ambrose Spencer

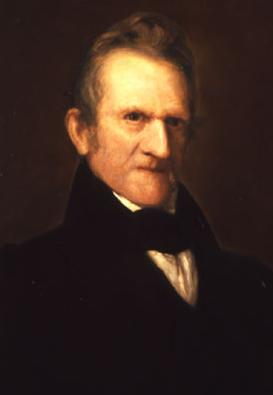
Ambrose Spencer

Ambrose Spencer (* 13. Dezember 1765 in Salisbury, Colony of Connecticut; † 13. März 1844 in Lyons, New York) war ein US-amerikanischer Jurist und Politiker. Zwischen 1829 und 1831 vertrat er den Bundesstaat New York im US-Repräsentantenhaus.

## Werdegang
Ambrose Spencer wurde in Salisbury im Litchfield County geboren und wuchs während der britischen Kolonialzeit auf. Er besuchte das Yale College und graduierte 1783 an der Harvard University. Spencer studierte Jura. Nach dem Erhalt seiner Zulassung als Anwalt begann er in Hudson im Columbia County zu praktizieren. Zwischen 1786 und 1793 war er Stadtschreiber (city clerk). Dann saß er 1794 in der New York State Assembly und zwischen 1796 und 1802 im Senat von New York. 1796 war er als Assistant Attorney General tätig. Zwischen 1802 und 1804 bekleidete er den Posten des Attorney General von New York. Danach war er zwischen 1804 und 1819 Richter am New York Supreme Court und zwischen 1819 und 1823 Chief Justice dort. Dann nahm er in Albany seine Tätigkeit als Anwalt auf. Er war dort zwischen 1824 und 1826 Bürgermeister. Zwischen 1828 und 1829 war er Präsident der Phi Beta Kappa. Politisch gehörte er der Anti-Jacksonian-Fraktion an.
Bei den Kongresswahlen des Jahres 1828 für den 21. Kongress wurde Spencer im zehnten Wahlbezirk von New York in das US-Repräsentantenhaus in Washington, D.C. gewählt, wo er am 4. März 1829 die Nachfolge von Stephen Van Rensselaer antrat. Im Jahr 1830 erlitt er bei seiner Wiederwahlkandidatur eine Niederlage und schied nach dem 3. März 1831 aus dem Kongress aus. Als Kongressabgeordneter hatte er den Vorsitz über den Agrarausschuss (Committee on Agriculture). Darüber hinaus wurde er 1830 vom US-Repräsentantenhaus zu einem der Leiter ernannt, die ein Impeachment gegen James H. Peck, Bundesrichter für den Distrikt von Missouri, führten.
1839 zog er nach Lyons, wo er in der Landwirtschaft arbeitete. Er war 1844 Präsident der Whig National Convention in Baltimore. Am 13. März 1848 verstarb er in Lyons und wurde dann auf dem Albany Rural Cemetery in Menands beigesetzt.

## Ehrungen
Die Harvard University verlieh ihm 1821 den akademischen Grad Doctor of Laws (Doktor der Rechte). Am 5. August 1823 wurde ihm der gleiche Grad am Columbia College verliehen.

## Familie
Ambrose Spencer war dreimal verheiratet. Seine erste Ehe ging er mit Laura Canfield (1768–1807) ein. Nach deren Tod heiratete er Mary Clinton (1773–1808), Schwester von Gouverneur DeWitt Clinton. Seine letzte Ehe ging er mit ihrer Schwester Katherine Clinton (1778–1837) ein. Der Kongressabgeordnete John Canfield Spencer war sein Sohn. Er war sowohl Kriegsminister als auch Finanzminister unter Präsident John Tyler. Sein Enkel Philip Spencer wurde 1842 wegen der Verursachung einer Meuterei auf der Brigg Somers hingerichtet. Der Kongressabgeordnete James B. Spencer war ein entfernter Cousin von ihm.